# Dundas, Ontario
Dundas är en ort i Kanada.   Den ligger i provinsen Ontario, i den sydöstra delen av landet, 400 km sydväst om huvudstaden Ottawa. Dundas ligger 94 meter över havet och antalet invånare är 24 702.
Terrängen runt Dundas är huvudsakligen lite kuperad. Dundas ligger nere i en dal. Runt Dundas är det mycket tätbefolkat, med 1 056 invånare per kvadratkilometer.. Närmaste större samhälle är Hamilton, 8,4 km öster om Dundas.
Omgivningarna runt Dundas är en mosaik av jordbruksmark och naturlig växtlighet.